# Mapoteng
Koordinaten: 29° 7′ S, 27° 58′ O
Mapoteng ist ein Ort im Distrikt Berea in Lesotho.

## Geographie
Mapoteng liegt im Osten des Berea-Distrikts. Es ist Zentrum des 2005 eingerichteten Community Councils Mapoteng. Der Ort liegt rund 1700 Meter über dem Meeresspiegel auf einem Plateau. Eine benachbarte Ortschaft ist Hobson’s.

## Verwaltung
Zum Community Council gehören die Ortschaften:
| - Borakapane - Botsoapa - Ha ’Makhoroana - Ha Arone (Mapoteng) - Ha Filoane - Ha Hlakolane - Ha Jobo (Mapoteng) - Ha Khotso (Mapoteng) - Ha Lebenya - Ha Lehomo - Ha Macha (Mapoteng) - Ha Mafamolane - Ha Mahlomola - Ha Makhobalo - Ha Makoetje (Lefikeng) - Ha Malima (Mapoteng) - Ha Maloela (Mapoteng) - Ha Malothoane (Lefikeng) - Ha Matube - Ha Mohapi (Mapoteng) - Ha Mokhachane - Ha Mokhobokoane - Ha Mokone - Ha Molebo (Mapoteng) - Ha Moqachela - Ha Morasenyane - Ha Mosenya - Ha Moshakha - Ha Motjoli - Ha Mpeshe - Ha Mphanya (Mapoteng) | - Ha Mphatsoanyane - Ha Nthoba - Ha Ntina - Ha Ntsoso - Ha Phalima - Ha Pitso - Ha Potjo - Ha Qhobosheane - Ha Rachere - Ha Ramaema (Mapoteng) - Ha Ramakoro - Ha Ramohoete - Ha Saba - Ha Sekhahlela - Ha Sekhomo (Mapoteng) - Ha Selebeli (Nokong) - Ha Tebalete - Ha Tsepe - Ha Weeto - Kelekeqe - Khetha - Khohlong - Koma-Koma - Leboteng (Ha Telebate) - Lekhalong - Libakha - Lifotholeng - Likoting (Mapoteng) - Machoaboleng - Makoabating - Mampating | - Mapolateng - Marena Mangata - Masaleng (Ha Khomo-Ea-Leburu) - Masenkeng - Masetlaokong - Matlapeng (Ha Ntina) - Mokoallong (Mapoteng) - Mothoba-Pelo - Nokong - Ntširele - Nyareleng - Paballong - Phalole - Phutha - Popopo (Mapoteng) - Sehlabeng - Sehlabeng (Lefikeng) - Sekhutlong - Sekotjaneng - Sentelina - Taung (Berea) - Taung (Mapoteng) - Taung (Nokong) - Thaba-Chitja - Thabana-Tšooana - Thabong (Mapoteng) - Thota-Tsehla (Mapoteng) - Thoteng (Nokong) - Tlokong (Ha Nthoba) - Tsatsa-Le-Moea - Tsokung |

## Geschichte
Eine politische Gruppierung außerhalb des Chief-Systems, der Lekhotla la Bafo (etwa: „Rat der einfachen Leute“), wurde von dem Brüderpaar Lefela 1919 in Mapoteng gegründet.

## Infrastruktur
Mapoteng verfügt über ein 1951 gegründetes Krankenhaus, das von den Siebenten-Tags-Adventisten geleitet wird und 160 Betten aufweist, sowie eine High School. Straßen führen südwestwärts Richtung Teyateyaneng und nordwestwärts Richtung Maputsoe, jedoch nicht in die östlich gelegenen Maloti-Berge. Lediglich eine Stichstrecke nach Ha Moletsane führt ostwärts.

## Söhne und Töchter der Stadt
- Elias Phisoana Ramaema (1933–2015), ehemaliger Regierungschef Lesothos